# Auguste-Barthélemy Glaize

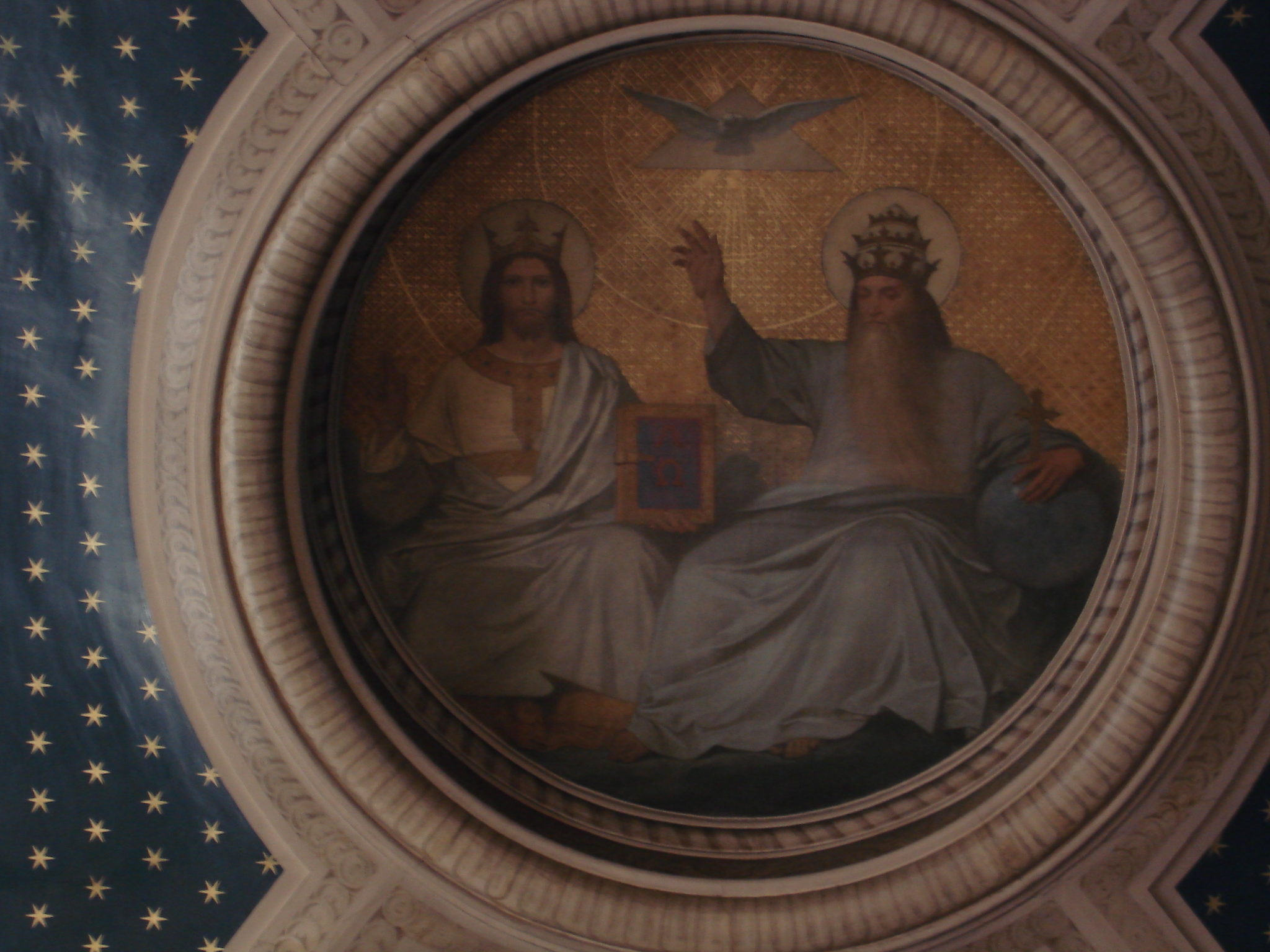
Plafon w paryskim kościele Saint-Jacques-du-Haut-Pas dekorowany przez Glaize’a

Auguste-Barthélemy Glaize (ur. 15 grudnia 1807 w Montpellier, zm. 8 sierpnia 1893 w Paryżu) – francuski malarz romantyzmu, pastelista i litograf.
Uczeń Achille’a i Eugène’a Devériów, debiutował na Salonie w 1836 roku, zanim przeniósł się do Paryża. Początkowo zajmował się tematyką religijną, później z powodzeniem szukał inspiracji w literaturze oraz romantycznych ideach.
Jego obraz Gwiazda Betlejemska przedstawiający pokłon Trzech Króli znajdujący się w kościele w Quesnoy-sur-Airaines jest uważany przez historyka sztuki Didiera Ryknera za jedno z jego arcydzieł. Z powodzeniem uprawiał także litografię i pastel.
Był nauczycielem malarzy takich jak: Paul-Maurice Duthoit, Joseph Aubanel, a także swojego syna Léona Glaize’a.
Jest pochowany na cmentarzu Père-Lachaise w Paryżu.